# Seebrücke Sassnitz

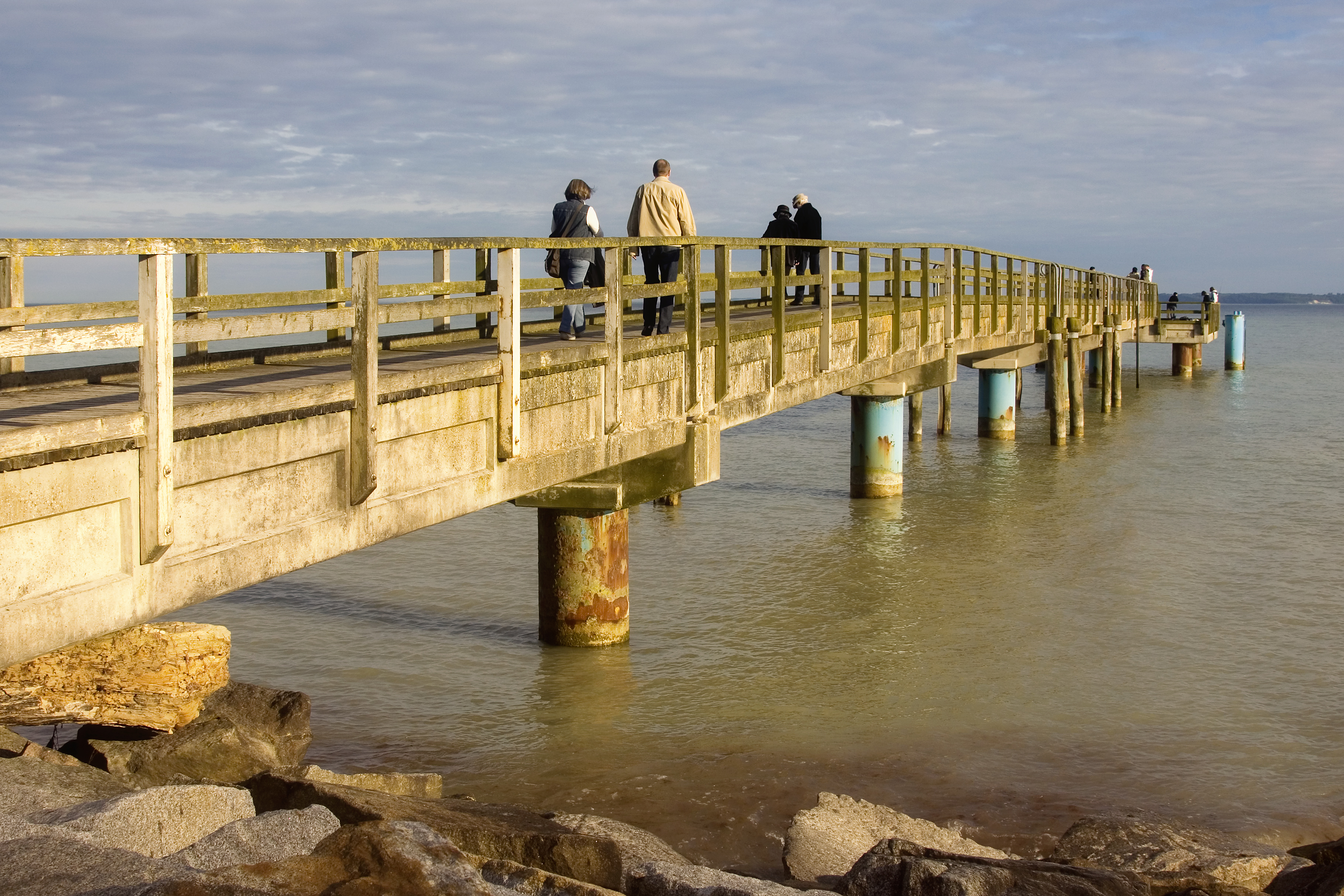
Die Seebrücke in Sassnitz, 2010

Die Seebrücke Sassnitz ist eine Seebrücke im Ostseebad Sassnitz auf Rügen an der Ostsee. Wegen baulicher Schäden ist sie seit 2016 für Besucher gesperrt.

## Geschichte
Mit der aufkommenden Badekultur erreichte man bereits um 1885 über eine hölzerne Brücke das erste Herrenbad auf dem im Uferbereich liegenden Findling Uskam.
Um 1900 entstanden mit dem Wachstum der Gemeinde als Fährhafen der Königslinie und Seebad neben der 1100 Meter langen Hafenmole mit dem ersten Leuchtturm am Strand eine Seebrücke und an der Strandpromenade eine Landungsbrücke. Durch Wind und Wellen, Sturm und Eisgang und letztlich auch durch Kriegseinwirkungen wurden diese Brücken zerstört.
Erst nach der Wiedervereinigung wurde der Seesteg in Sassnitz im Zusammenhang des allgemeinen Seebrückenbaus in den 1990er Jahren auf der Insel Rügen errichtet. Entstanden war er ursprünglich als Anlegestelle für Fahrgastschiffe. Diesen Zweck erfüllte die Brücke jedoch nicht, weil die Ostsee an dieser Stelle nicht tief genug ist. Der Seesteg diente seit 1993 nur Spaziergängern zum Flanieren und als beliebter Aussichtspunkt, um die Ostseefähren von und nach Schweden zu beobachten.
Seit 2016 dürfen Besucher und Einwohner der Hafenstadt die 105 Meter lange Seebrücke  nicht mehr betreten. Die Stadt hat sie wegen Baufälligkeit gesperrt. Am Bauwerk haben Experten gravierende Schäden festgestellt und die Sicherheit ist nicht mehr gewährleistet. Lange Zeit gab es keine Möglichkeit zur Erhaltung und Wiederbelebung.

Bilder von der Sassnitzer Seebrücke
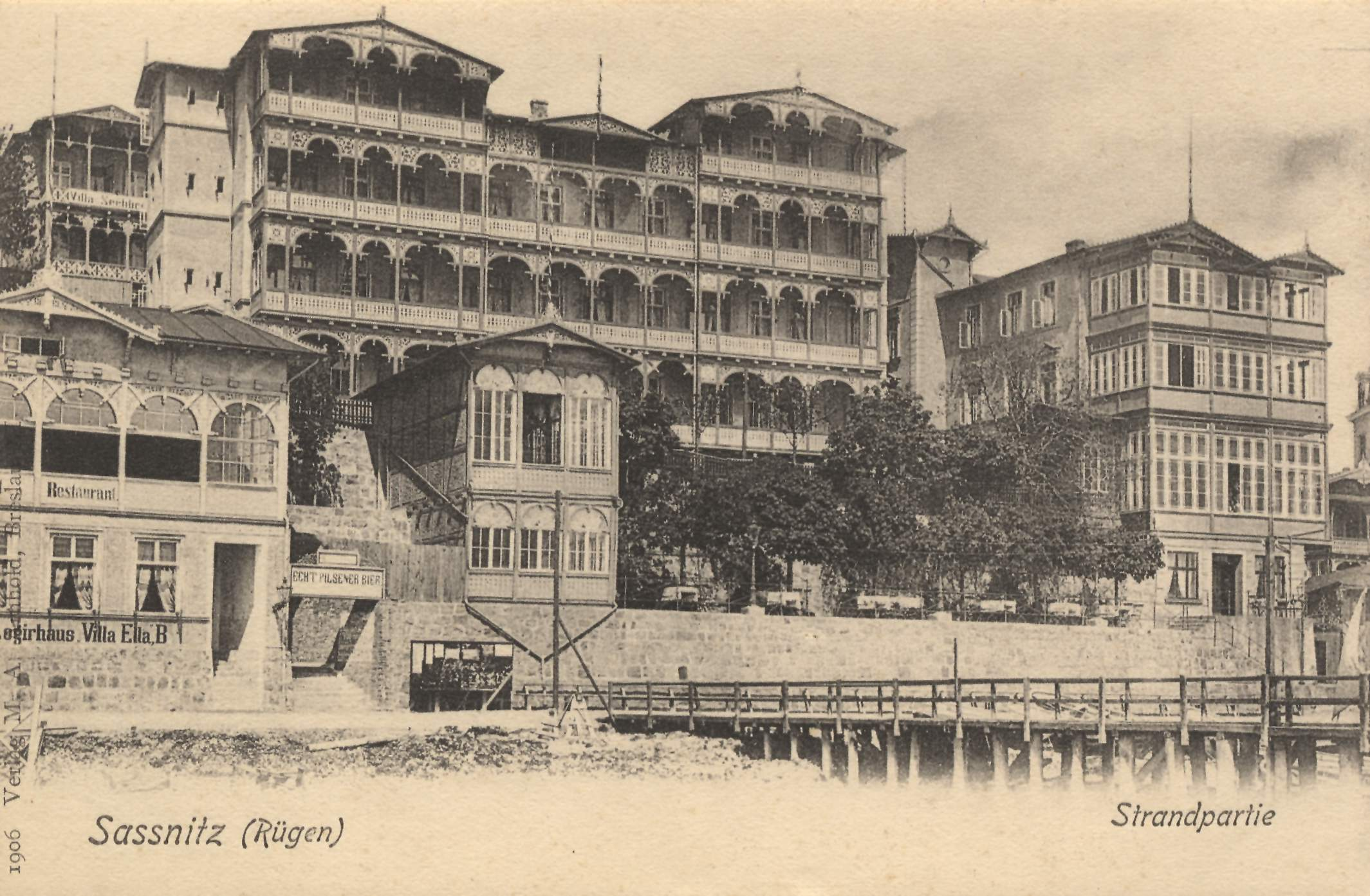
Die Seebrücke Sassnitz (1923)
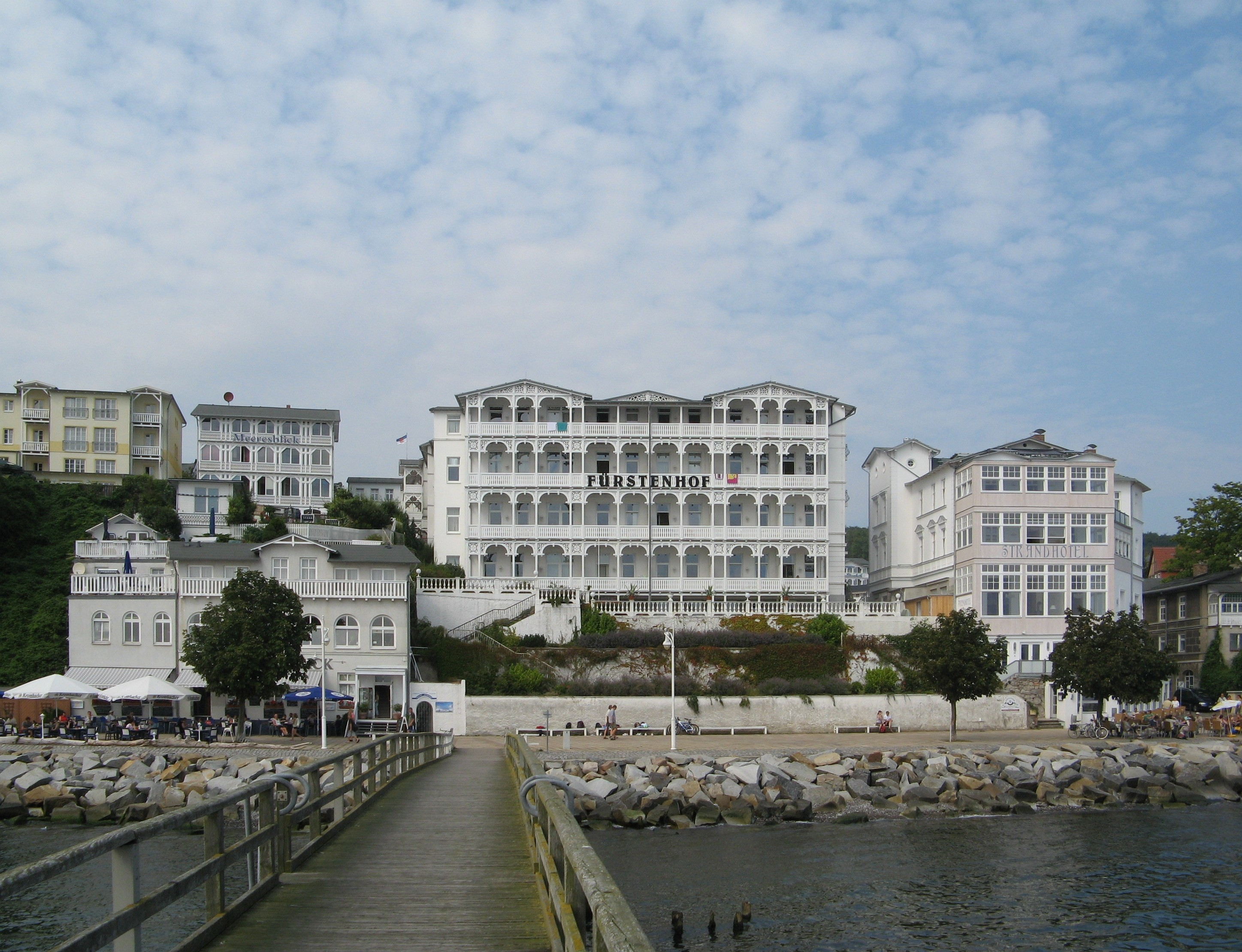
Panorama (2007)
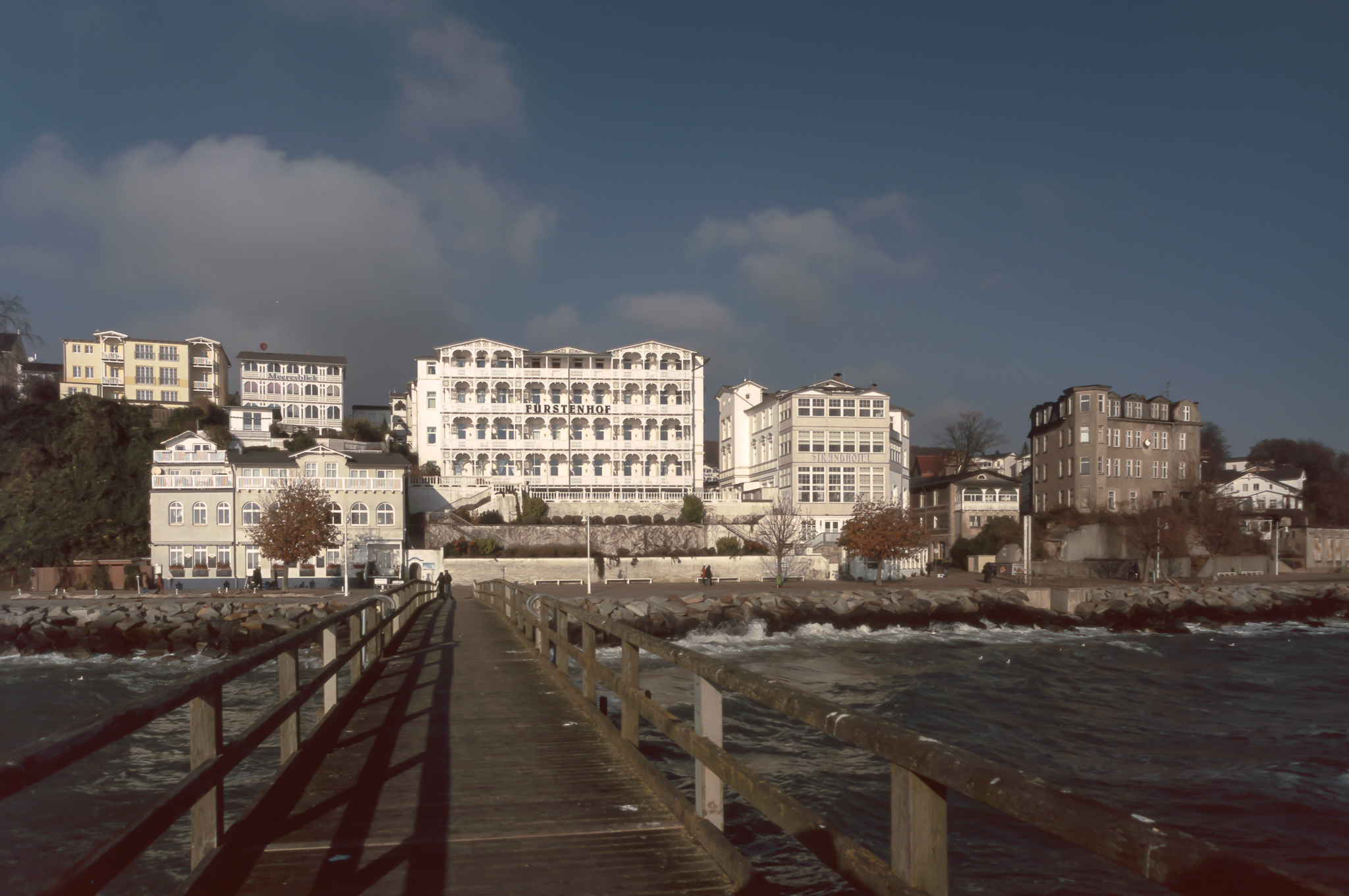
Panorama (2009)
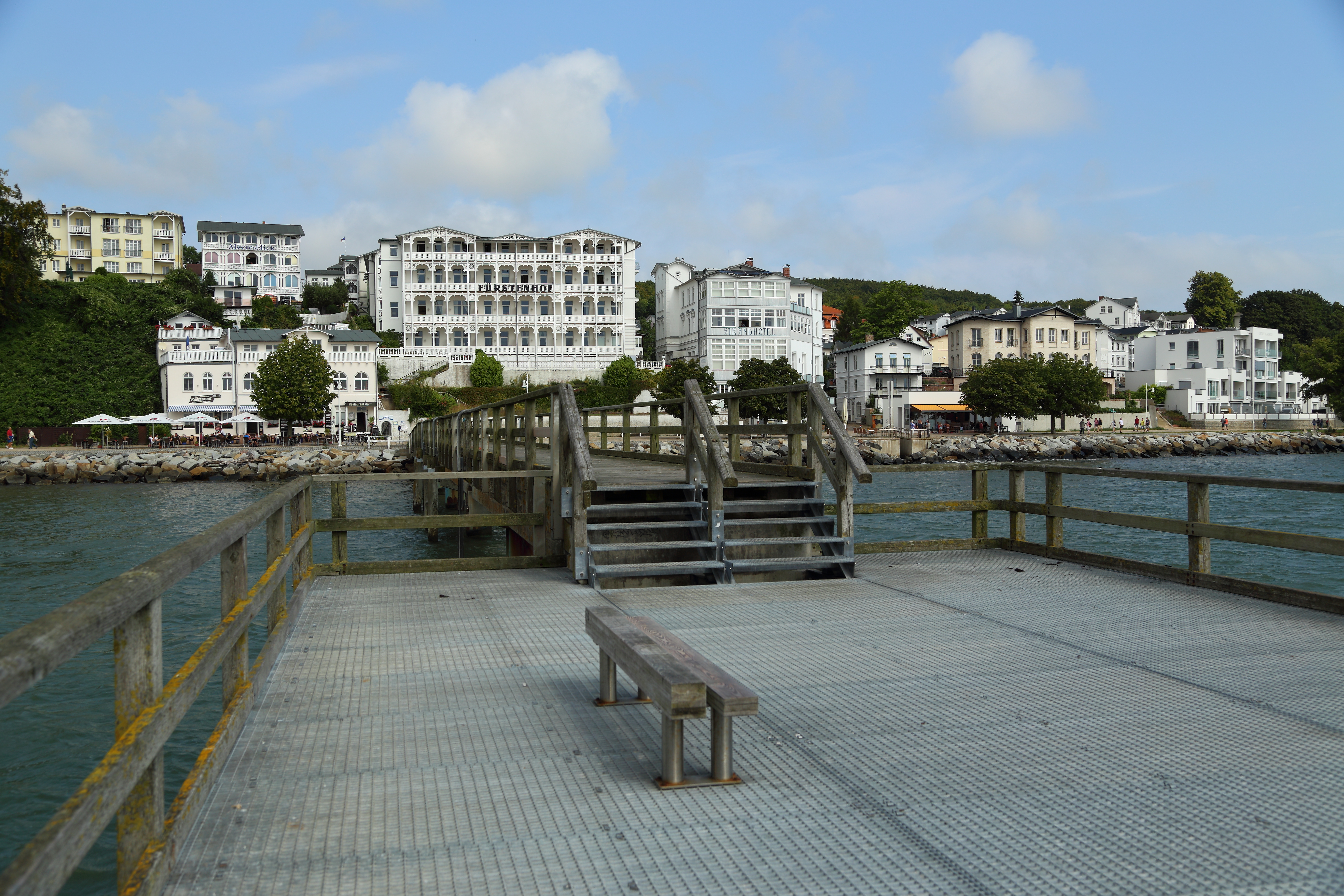
Seebrücke (2015)
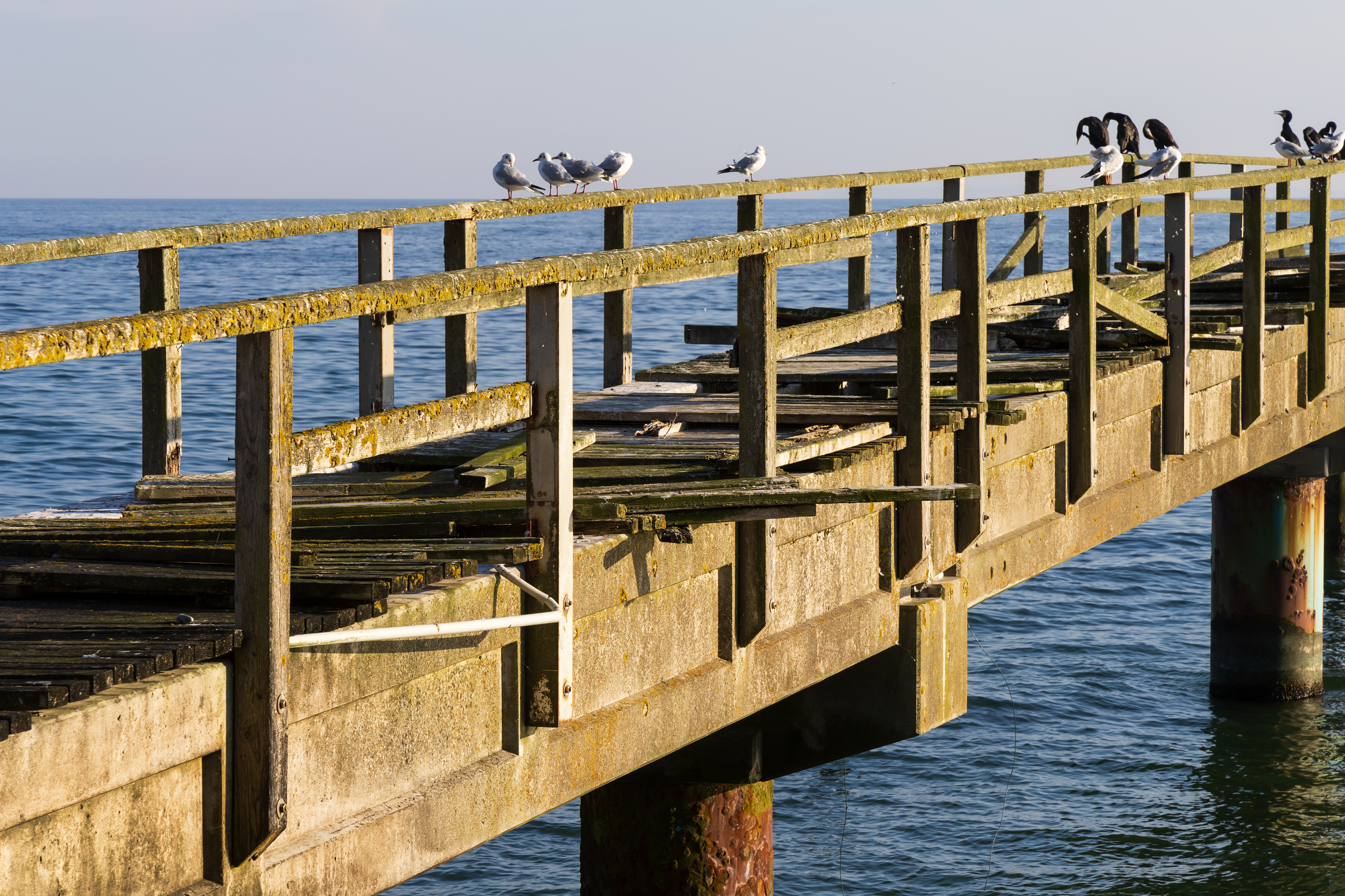
Detail der gesperrten Seebrücke (2024)

## Wiederbelebung
Die Stadt Sassnitz möchte den maroden Seesteg an der Promenade wieder sanieren und für die Einwohner und Urlaubsgäste wieder begehbar machen.
Seit April 2021 besteht die Möglichkeit über eine neue Treppe vom Karl-Liebknecht-Ring den Strand über die Strandpromenade, vorbei am Findling Klein Helgoland, zu erreichen. Seine kleine Brücke wurde 2002 durch Eisgang zerstört und seitdem noch nicht wieder errichtet.
Die Mitglieder des Gewerbevereins Sassnitz beschlossen im Frühjahr 2025, die Reparaturarbeiten des Seestegs zu planen und durchzuführen. Die Gesamtkosten belaufen sich auf rund 70.000 Euro, die durch den Verkauf von Patenschaften erreicht wurden.